# 比西耶尔博菲
比西耶尔博菲（法語：Bussière-Boffy，法語發音：[bysjɛʁ bɔfi]）是法国新阿基坦大区上维埃纳省的一个旧市镇，属于贝拉克区。2016年，比西耶尔博菲与市镇伊苏瓦尔河畔梅济耶尔合并为新市镇瓦勒迪苏瓦尔。

## 地理
比西耶尔博菲（46°3'1"N, 0°51'14"E）面积27.44 平方千米，位于法国新阿基坦大区上维埃纳省，该省份为法国中西部省份，北起顺时针与安德尔省、克勒兹省、科雷兹省、多爾多涅省、夏朗德省和维埃纳省接壤。
与比西耶尔博菲接壤的市镇（或旧市镇、城区）包括：布里亚克、莱泰尔、圣克里斯托夫、奥拉杜尔法奈、加茹贝尔、瓦勒迪苏瓦尔、努伊克。

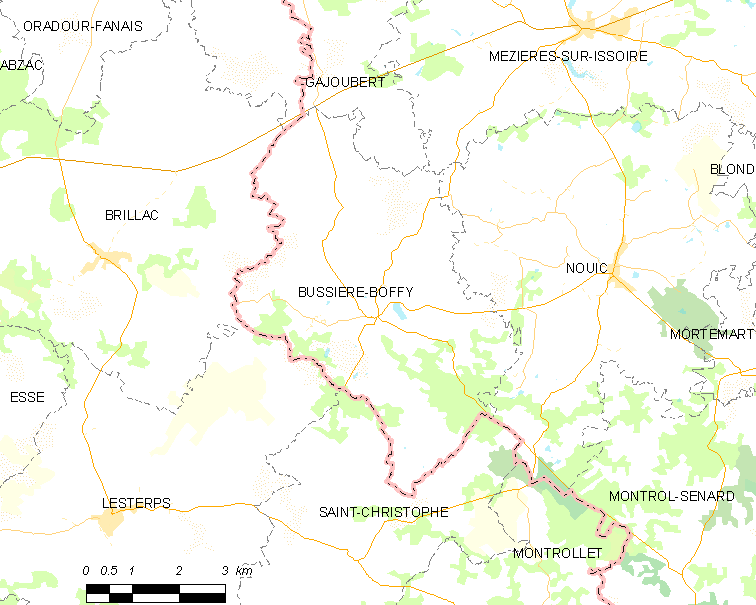
比西耶尔博菲的OSM定位图

比西耶尔博菲的时区为UTC+01:00、UTC+02:00（夏令时）。

## 行政
比西耶尔博菲的邮政编码为87330，INSEE市镇编码为87026。

## 政治
比西耶尔博菲所属的省级选区为贝拉克县。

## 人口

1962-2008年间比西耶尔博菲人口变化图示

比西耶尔博菲于2018年1月1日时的人口数量为283人。